# Svédország közigazgatása
Svédország területe 21 megyére és 290 községre oszlik. A közszolgáltatások jelentős részét a helyi és regionális szint nyújtja, ami ezeknek a szinteknek a széles körű autonómiájával párosul, többek között adókivetési joguk van. Az önkormányzatok feladatai részben a helyi önkormányzatokról szóló törvényben, részben ágazati törvényekben (például szociális ellátásokról szóló törvény, tervezési és építési törvény, oktatási törvény, egészségügyi törvény) vannak lefektetve.
Az önkormányzatok adót vethetnek ki feladataik finanszírozására. A helyi adók személyi jövedelemadó típusúak, és átlagos mértékük 30%, melyből 20% a községekhez, 10% a megyékhez kerül. Az ingatlanadók az állami költségvetésbe folynak be. Mivel a jövedelmi különbségek jelentősek az országban, az állam egy adókiegyenlítési rendszert alkalmaz, amely az adóbevételek és a kiadások függvényében újraosztja az önkormányzatok között a helyi adóbevételeket. Az adókon felül általános (lakosságszám alapú) és céltámogatásokat nyújt az állam az önkormányzatoknak.

## Megyék

Svédország megyéi és községei

Svédország regionális szinten 21 megyére oszlik. A megyék száma többször is változott az utóbbi időben: 1997-ben és 1999-ben is egyesült néhány megye. Gotland megye nem rendelkezik külön megyei tanáccsal, mivel összesen egy községből áll (Gotland község), így a megyei funkciókat is a községi tanács látja el. Két megye (Skåne megye és Västra Götaland megye) egy 2010-ig tartó próbaidőszakra régió státuszt kapott, azaz a közvetlenül választott regionális tanács megkapta a dekoncentrált megyei adminisztratív tanács feladatainak egy részét is.
A megyei/regionális tanács (landstingsfullmäktige/regionfullmäktige) tagjait négy évre választják általános, közvetlen választásokon. Ez a tanács hoz döntést elvi vagy nagy jelentőségű kérdésekben. Elfogadja a költségvetést és az adókulcsokat. Fontos döntési jogköröket delegálhat a végrehajtó bizottsághoz és más bizottságokhoz is.
A megyei/regionális tanács végrehajtó bizottságának (landstingsstyrelsen/regionstyrelsen) tagjait a tanács választja. Végrehajtó és koordinációs funkcója van, valamint ellenőrzi a többi bizottság munkáját. Összeállítja a költségvetés tervezetét, illetve előkészíti és végrehajtja a tanács döntéseit.
A szakbizottságok (nämnd) tagjait a tanács választja. A bizottságok felelősek a tanács döntéseinek előkészítéséért, illetve adminisztrációjáért és végrehajtásáért.
Minden megyében van egy megyei adminisztratív tanács is (länsstyrelse), élén a kormányzóval, melyeket a kormány nevez ki, és feladatuk az országos szintű politikák regionális szintű érvényesülésének biztosítása.
A megyék kötelező feladatai a következő területekre terjednek ki:
- Egészségügyi ellátás: az alapszintű egészségügyi ellátást és a kórházi ellátást a megyék szervezik.
- Fogászati ellátás: a 19 év alattiak számára teljes egészében, a felnőttek számára kis részben a megyék finanszírozzák a fogászati ellátást, akár a közszféra, akár a magánszektor nyújtja a szolgáltatást.

További feladatok önkéntes alapon:
- Regionális fejlesztés: a megyék feladatai főként a vállalkozásösztönzésre terjednek ki.
- Kultúra
- Közlekedés: a legtöbb megye vállalja a közösségi közlekedés működtetését, gyakran a községekkel együtt. A szolgáltatást vagy közös tulajdonú közlekedési társaságuktól, vagy külső vállalkozótól rendelik meg.
- Idegenforgalom

A régiók további feladatkörökkel rendelkeznek a regionális fejlesztés és növekedés területén.
Stockholm megye szükség esetén a községek hatáskörébe is beavatkozhat.
A megyék bevételi struktúrájában jelentős a helyi bevételek aránya: 74% adókból, 3% díjakból származik, míg a kormányzati források aránya 18%, az egyéb bevételeké pedig 5%. A kiadások 88%-át az egészségügyre fordítják.

## Községek

Svédország községei

Helyi szinten az ország 290 községre (tsz. kommuner) oszlik.
A községi tanács (kommunfullmäktige) tagjait négy évre választják általános, közvetlen választásokon. Ez a testület hoz meg minden fontos döntést a községben, többek között kiveti az adókat és elfogadja a költségvetést. Fontos döntési jogköröket delegálhat a végrehajtó bizottsághoz és más bizottságokhoz is.
A községi tanács végrehajtó bizottságának (kommunstyrelsen) tagjait a tanács választja. Előkészíti és végrehajtja a tanács döntéseit. Végrehajtó és koordinációs funkciója van, valamint ellenőrzi a többi bizottság munkáját. Összeállítja a költségvetés tervezetét.
A szakbizottságok (nämnd) tagjait a tanács választja. A bizottságok felelősek a tanács döntéseinek előkészítéséért, illetve adminisztrációjáért és végrehajtásáért.
A községek kötelező feladatai a következő területekre terjednek ki:
- Oktatás (a gyermekgondozástól a középfokú oktatásig)
- Idősgondozás
- Fogyatékosok támogatása
- Szociális ellátás
- Egészség- és környezetvédelem
- Területi tervezés: tervezési és építési ügyek
- Közösségi közlekedés
- Hulladékgazdálkodás
- Veszélyelhárítás, polgári védelem
- Víz és csatorna

További feladatok önkéntes alapon:
- Kultúra
- Lakáspolitika
- Energia
- Foglalkoztatás[5][9]

A községek bevételi struktúrájában jelentős a helyi bevételek aránya: 69% adókból, 7% díjakból származik, míg a kormányzati források aránya 14%, az egyéb bevételeké (bérleti díjak, szolgáltatási bevételek stb.) pedig 10%. A kiadások 41%-át szociális ellátásokra, 21%-át oktatásra, 16%-át gyermekgondozásra (bölcsőde, óvoda stb.) fordítják.

## Körzetek
A svéd állam és a svéd egyház elválasztása jegyében – az erről szóló, 1998-ban elfogadott törtvény 2000. január 1-jén lépett életbe – a svédországi egyházközségek még megmaradt közigazgatási szerepének (elsősorban az anyakönyvek és ingatlannyilvántartások vezetése) állami kézbe kellett venni. Hosszú viták után ebből a célból hozták létre 2016. január 1-jei hatállyal a svédországi körzetek rendszerét, ami 2523 egységből áll.

## Települések
Település (svéd nyelven tätort, magyarul szó szerint „sűrű hely”) alatt Svédországban (és hasonlóképpen az úgynevezett északi államokban, a megfelelő nyelvi különbségekkel) a lakóhelyek olyan csoportját értik, amelyekben több mint 200 lakos él, az egyes házak, gazdaságok egymástól 200 méternél nem messzebbre fekszenek, valamint az ingatlanok között az üdülők aránya nem éri el az 50%-ot.

## Kistelepülések
Kistelepülésen (svéd nyelven småort, magyarul szó szerint „kis hely”) alatt a svéd központi statisztikai hivatal a lakóhelyek olyan csoportját érti, amelyekben több mint 50-199 lakos él, az egyes házak, gazdaságok egymástól 150 méternél nem messzebbre fekszenek. Ennél nagyobb lélekszámú házcsoport is lehet kistelepülés, ha az ingatlanok között az üdülők aránya meghaladja az 50%-ot. Az egész országban, de különösen az északi területeken gyakoriak az ennél is ritkábban elhelyezkedő gazdaságok, lakóhelyek.
2000-ben Svédországban 2 690 kistelepülés volt, 2005-ben pedig 2 876. Ugyanezen idő alatt 152 kistelepülés megszűnt, mivel létszáma 50 fő alá csökkent. A települések és a kistelepülések létszámát öt évente vizsgálják felül.